# IBM System/390
L'IBM System/390 è una famiglia di mainframe fuori produzione che implementa la ESA/390, quinta generazione dell'architettura del set di istruzioni System/360. I primi computer a utilizzare la ESA/390 furono la famiglia Enterprise System/9000 (ES/9000), introdotta nel 1990. Questi sono stati seguiti dalle famiglie 9672, Multiprise e Integrated Server di System/390 nel 1994-1999, utilizzando microprocessori CMOS.
L'ESA/390 ha sostituito l'ESA/370 utilizzato nei modelli Enhanced 3090 e nei modelli "E" 4381. L'architettura System/370 è stata utilizzata per l'ultima volta nel mainframe IBM 9370 di fascia bassa.
L'ESA/390 è stata sostituito dalla z/Architecture a 64 bit nel 2000.

## Storia
Il 15 febbraio 1988, IBM annunciò Enterprise Systems Architecture/370 (ESA/370) per i modelli 3090 potenziati ("E") e per i gruppi di modelli 4381 91E e 92E. Oltre alle modalità di indirizzamento primario e secondario supportate da System/370 Extended Architecture (S/370-XA), ESA dispone di una modalità di registro di accesso in cui ogni utilizzo del registro generale 1-15 come registro di base utilizza un registro di accesso associato per selezionare uno spazio indirizzo. Oltre ai normali spazi di indirizzi supportati da XA, ESA consente anche spazi di dati, che non contengono codice eseguibile.
Il 5 settembre 1990, IBM ha pubblicato un gruppo di annunci hardware e software, due dei quali includevano panoramiche di tre annunci:
- System/390[5] (S/390), come in 360 per gli anni '60, 370 per gli anni '70.
- Enterprise System/9000[6][7] (ES/9000), come in 360 per gli anni '60, 370 per gli anni '70.
- Enterprise Systems Architecture/390[8] (ESA/390) è stato l'ultimo progetto di computer mainframe a 31-bit /dati a 32 bit di IBM, copiato da Amdahl, Hitachi e Fujitsu tra gli altri concorrenti. Era il successore di ESA/370 e, a sua volta, è stato sostituito da z/Architecture a 64 bit nel 2000. Tra le altre cose, ESA/390 ha aggiunto canali in fibra ottica, noti come canali Enterprise Systems Connection (ESCON), ai canali paralleli (Bus e Tag) di ESA/370.

L'ES/9000 include modelli montati su rack, modelli free standing raffreddati ad aria e modelli raffreddati ad acqua. I modelli di fascia bassa erano sostanzialmente meno costosi dei 3090 o 4381 precedentemente necessari per eseguire MVS/ESA e potevano anche eseguire VM/ESA e VSE/ESA, che IBM aveva annunciato contemporaneamente.
IBM ha periodicamente aggiunto funzionalità denominate a ESA/390 insieme a nuovi processori; il manuale Principles of Operation ESA/390 li identifica solo per nome, non per i processori che li supportano.
Le macchine che supportano l'architettura sono state vendute con il marchio System/390 (S/390) dal settembre 1990. Le implementazioni 9672 di System/390 sono state la prima architettura mainframe IBM di fascia alta implementata prima con l'elettronica della CPU CMOS piuttosto che con la tradizionale logica bipolare.
IBM z13 è stato l'ultimo server zSystems a supportare l'esecuzione di un sistema operativo in modalità architettura ESA/390. Tuttavia, tutti i programmi applicativi con stato di problema a 24 e 31 bit originariamente scritti per essere eseguiti sull'architettura ESA/390 vengono eseguiti senza problemi da questa modifica.

## Computer S/390
- ES/9000: 19 modelli
- 9672: 6 modelli